# Земледелец (Брянская область)
Земледе́лец — посёлок в Севском районе Брянской области России. Входит в состав Новоямского сельского поселения.

## География
Посёлок находится на расстоянии 6 км к востоку от города Севск, административного центра района.

### Часовой пояс
Посёлок Земледелец, как и вся Брянская область, находится в часовой зоне МСК (московское время). Смещение применяемого времени относительно UTC составляет +3:00.

## История
Основан в 1930-х годах как колхоз «Земледелец».

## Население
| 2010 | 2013 |
| ---- | ---- |
| 18   | ↘16  |